# Paul Zoll
Paul Maurice Zoll (Boston, 15 de julho de 1911 — 5 de janeiro de 1999) foi um médico estadunidense.
Graduado em Boston, dedicou-se na Universidade Harvard ao estudo da eletrofisiologia e cardiologia. Como importantes contribuições efetuou estudos para marcapasso e desfibrilador.